# Skaldic Poetry of the Scandinavian Middle Ages
Skaldic Poetry of the Scandinavian Middle Ages är det moderna standardverket om all nordisk skaldediktning. Det kommer att omfatta nio volymer, bland annat en volym som samlar all poesi skriven med runor. Verket anses vara den definitiva utgåvan av skaldediktningskorpusen.